# North Adams (Michigan)
North Adams è un villaggio degli Stati Uniti d'America, situato nello Stato del Michigan, nella contea di Hillsdale.